# Miroslav Srnka
Miroslav Srnka (* 23. März 1975 in Prag) ist ein tschechischer Komponist und Musikwissenschaftler.

## Leben
Srnka studierte von 1993 bis 1999 Musikwissenschaft an der Karls-Universität Prag, ab 1995 auch Komposition bei Milan Slavický an der Prager Akademie der Darstellenden Künste. Seine Studien setzte er von 1995 bis 1996 an der Humboldt-Universität zu Berlin  und 2001 am Conservatoire National Supérieur de Musique in Paris fort. Weiterhin absolvierte er im Jahre 2002 Kompositionskurse bei Ivan Fedele und Philippe Manoury sowie im Jahre 2004 am IRCAM Paris. Er wurde 2001 mit dem Gideon Klein Award und dem Generace Award ausgezeichnet, 2004 mit dem Leoš Janáček Anniversary Prize. 2006/2007 war er „Komponist für Heidelberg“ des Theaters & Orchesters Heidelberg. 2009 wurde Miroslav Srnka der Förderpreis des Siemens Musikpreises der Ernst von Siemens Musikstiftung verliehen. Ebenfalls 2009 erhielt er den Preis der Wilfried-Steinbrenner-Stiftung.
Seine Kompositionen wurden vom Arditti Quartett und dem Ensemble Modern bei den Klangspuren Schwaz, dem New Music Days Ostrava, bei Musica Strasbourg und Avanti! Summer Sounds in Porvoo, Finnland, uraufgeführt.
Seine Kammeroper Make No Noise wurde im Juli 2011 bei den Münchner Opernfestspielen uraufgeführt und im August 2016 bei den Bregenzer Festspielen neu inszeniert. Im Dezember 2011 hatte an der Jungen Szene der Semperoper in Dresden Srnkas Märchenoper Jakub Flügelbunt Premiere. Das Werk entstand im Auftrag der Semperoper. Für das Jahr 2014 wurde diese Oper in den regulären Spielplan der Jungen Szene aufgenommen.
Die Oper South Pole, welche Srnka als Auftragswerk für die Bayerische Staatsoper komponierte, wurde am 31. Januar 2016 dort uraufgeführt.
Seit dem Wintersemester 2019/20 lehrt Srnka als Professor für Komposition an der Hochschule für Musik und Tanz Köln.

## Werke
- 2021: Singularity. Space opera for young voices, Libretto: Tom Holloway; UA: 5. Juni 2021, Bayerische Staatsoper
- 2016: South Pole. Eine Doppeloper in zwei Teilen, Libretto: Tom Holloway; UA: 31. Januar 2016, Bayerische Staatsoper
- 2014: docudrama01 – Orph & Eury für Bläsertrio
- 2014: No Night No Land No Sky für Kammerorchester
- 2014: Spuren 01 für Violine und Klavier
- 2014: Spuren 02 für Klavier
- 2008/2013: My Life Without Me für Sopran und Ensemble, nach einem Drehbuch von Isabel Coixet
- 2012: Klavierkonzert
- 2012: Eighteen Agents für 19 Streicher
- 2012: Listening Eyes eine Installation von Kateřina Vincourová mit Klängen von Miroslav Srnka
- 2011: Jakub Flügelbunt …und Magdalena Rotenband oder: Wie tief ein Vogel singen kann Comics für drei Sänger und Orchester, Kinderoper, UA: 15. Dezember 2011, Junge Szene der Semperoper, Dresden
- 2011: Make No Noise Kammeroper, Libretto: Tom Holloway; UA: 28. Juni 2011, Münchner Opernfestspiele
- 2011: Engrams für Streichquartett
- 2011: Assembly für Ensemble
- 2010: A Variation für Violoncello
- 2010: Escape Routines für Klarinette, Violine, Viola, Violoncello und Harfe
- 2010: Tree of Heaven für Violine, Viola und Violoncello
- 2010: Coronae für Horn
- 2009: Fan Faire für Blechbläser und Schlagzeug
- 2008: Pouhou vlnou / Qu’une vague für Klavierquintett
- 2007: Dreizehn Lieder für mittlere Stimme und Klavier über Texte von Jurek Becker
- 2007: Reservoirs für Ensemble
- 2007: Fictitious Hum für Oboe, Klarinette, Klavier und Streichquartett
- 2007: Reading Lessons für Orchester
- 2007: Kráter Brahms für Solo-Violoncello und Streichorchester
- 2004/2007: Les Adieux für Ensemble
- 2006: Prostý prostor / Simple Space für Solo-Violoncello und ein Harmonieinstrument
- 2006: Maria’s Choice für Flöte, Klarinette, 2 Saxophone und Schlagzeug
- 2006: Když mne stará matka, Struna naladěna (Instrumentation von Dvořák-Liedern) für Sopran, Klavier und Orchester
- 2006: ta větší Variation über die Finalszene von Jenůfa für Klavier
- 2005: Wall short Kammeroper, Libretto: Jonathan Safran Foer
- 2005: Magnitudo 9.0 für Flöte, Klarinette, Violine, Violoncello und Schlagzeug
- 2005: Willst wohl einmal hinübersehn? für Ensemble (Interludium zu Franz Schuberts Winterreise)
- 2005: Moldau Remixed für Oboe, Viola und Harfe
- 2003/2005: Tak klid. / Quiet Now. für Orchester
- 2004: that long town of White to cross für Violine
- 2004: Emily’s Bees für Sopran, Klarinette und Klavier
- 2004: Smyčcový kvartet Streichquartett
- 2003: Rodíme! / We Are Giving Birth! Klangkunst
- 2002: Surprises in the Dark für Flöte, Klarinette, Violine, Alt, Violoncello und Klavier
- 2002: A Prima Mad für Alt-Saxophon oder Flöte
- 2002: Psát tvoje oči / To Write Your Eyes für Sopran und Kammerorchester über Texte von Petr Borkovec
- 2001: Collapsing für Bass Flöte Solo, Sopran Saxophon Solo und zwei Alt Flöten, zwei Flöten in C und Piccolo-Flöte
- 1999: Ranní hajahu / The Morning Hajahu für neun Schlagzeug
- 1998: Podvrhy / The Falsifications für Männervokalensemble